# ハコニワカンパニワークス
『ハコニワカンパニワークス』は、日本一ソフトウェアより2017年7月13日に発売されたPlayStation 4用ゲームソフト。
日本一ソフトウェアの得意とする『魔界戦記ディスガイア』などのシミュレーションRPGに『マインクラフト』のようなクラフト要素を加えたゲーム。

## システム
プレイヤーは空に島の浮かぶ世界「クラウズエンド」にて、カンパニーを率いて世界を救うべく戦う。戦闘はターン制のシミュレーションRPGだが、攻撃によってマップの地形を破壊することが可能で、破壊した素材はクラフトパートで使用できる。拠点には最初は何もないが、戦闘で入手した素材を加工して様々なオブジェクトを作成できる。これによって拠点が発展し、それに伴いキャラクターが強化される。
キャラエディット
自作や入手したパーツでキャラの頭・体・腕のパーツを変更することができる。
初回封入特典として、日本一ソフトウェア作品のキャラのパーツを含めた日本一ソフトウェア開発スタッフが作成したパーツ100体が封入される。

## 登場人物
主人公
本作の主人公。全ての武器を扱うことが可能で、バランスの良い能力を持つ専用ジョブの「オヤカタ」。
メメ・カザミドリ
声 - 斉藤朱夏
主人公と共に新たなカンパニーを立ち上げる本作のヒロイン的存在。